# Yamaha 700 Ténéré
La Yamaha 700 Ténéré est une moto de type trail fabriquée par Yamaha depuis 2019. Elle est la remplaçante de la Yamaha XT660Z Ténéré. Elle est la nouvelle moto inspirée du Paris Dakar, c'est la descendante de la fameuse Yamaha XTZ 750 Super Ténéré.
Yamaha 700 Ténéré est assemblée en France dans l'usine MBK industrie de Saint-Quentin.　Elle est également exportée de France vers les pays européens.

## Caractéristiques[1]
- Moteur CP2 quatre temps EU5 de 689 cm³ à couple élevé
- Cadre à double berceau en acier tubulaire léger
- Fourche inversée de 43 mm de diamètre à grand débattement entièrement réglable
- Suspension arrière à réglage déporté
- Roues à rayons de 21 et 18 pouces chaussées de pneus tout-terrain
- Ergonomie
  - Selle étroite
  - Réservoir de 16 litres étroit
  - Protection efficace du pilote grâce à la bulle et aux protège-mains
- Inspirée du rallye-raid
  - Face avant racée inspirée du rallye-raid dotée de quatre phares à LED
  - Poste de pilotage inspiré du rallye-raid avec guidon à section variable
  - Tableau de bord multifonction compact inspiré du rallye-raid
- ABS déconnectable facilement